# Rifugio Fratelli Grego
Il rifugio fratelli Grego è un rifugio alpino delle Alpi Giulie, in Friuli-Venezia Giulia, nel territorio del comune di Malborghetto-Valbruna. È posto al termine della Val Dogna, in una radura circondata dal bosco, poco ad est della Sella di Sompdogna, nei pressi del laghetto omonimo, con vista sulle pareti nord dello Jôf di Montasio e sui versanti nord-ovest dello Jôf Fuart e Nabois.

## Storia
La struttura, in legno e muratura, fu costruita nel 1927 e dedicata alla memoria di Attilio Grego, combattente della grande guerra, deceduto nel '25 a Passo Fassa. Nel 1966 dopo la morte del fratello di Attilio, Ferruccio, caduto sulla catena dei Musi, il rifugio venne intitolato ai tre fratelli Grego, Attilio, Ferruccio e Remigio, quest'ultimo morto in campo di concentramento in Russia nel '43. Nel 2000 il rifugio è stato infine dedicato al quarto fratello Paolo Grego, morto nel 1994.

## Caratteristiche ed informazioni
Il rifugio è di proprietà della Società Alpina delle Giulie (CAI di Trieste). È dotato di 38 posti letto ed è aperto dal 15 giugno al 30 settembre e i fine settimana da maggio fino al 4 novembre.

## Ascensioni
- Via ferrata Amalia (o dei Cacciatori Italiani) al Montasio (2.754 m), dal Bivacco Stuparich passando per il bivacco Suringar;
- Vie di varia difficoltà al Montasio
- Salita per via normale allo Jôf di Sompdogna 1.889 m (sentiero 610, ore 1.20)
- Salita al Monte Piper 2.069 m (sentiero 648-649, ore 4)
- Salita allo Jôf di Miezegnot 2.087 m (sentiero 609, ore 2.30)